# Georgian Airways
A Georgian Airways é uma empresa aérea com sede em Tbilisi, na Geórgia, foi fundada em 1993 com o nome de Airzena mudando para seu nome atual em 2004,

## Frota
Em fevereiro de 2018:
- Boeing 737-700: 2
- Bombardier Challenger 850: 1
- Bombardier CRJ200LR: 1
- Embraer 190: 3
- Embraer 195: 1